# Sarnia—Lambton—Bkejwanong
Pour les articles homonymes, voir Sarnia.
Circonscription électorale fédérale du Canada
Sarnia—Lambton (précédemment connue sous le nom de Sarnia) est une circonscription électorale fédérale et provinciale en Ontario.

## Circonscription fédérale
La circonscription est située dans le sud de l'Ontario, dont une partie est située sur les rives de la rivière Détroit. Les entités municipales formant la circonscription sont Sarnia, St. Clair, Plympton-Wyoming, Petrolia, Enniskillen et Point Edward.  
La seule circonscription limitrophe est Lambton—Kent—Middlesex.

### Résultats électoraux
|       | Candidat              | Parti        | # de voix | % des voix |
|       | Marilyn Gladu         | Conservateur | +22 565,  | 38,82 %    |
|       | Dave McPhail          | Libéral      | +15 853,  | 27,27 %    |
|       | Jason Wayne McMichael | NPD          | +18 102,  | 31,14 %    |
|       | Peter Smith           | Vert         | +01 605,  | 2,76 %     |
| Total | Total                 | Total        | 58 125    | 100 %      |

|       | Candidat                    | Parti        | # de voix | % des voix |
|       | (x) Pat Davidson            | Conservateur | +26 112,  | 52,58 %    |
|       | Tim Fugard                  | Libéral      | +06 931,  | 13,96 %    |
|       | Brian White                 | NPD          | +14 856,  | 29,91 %    |
|       | Tim van Bodegom             | Vert         | +01 252,  | 2,52 %     |
|       | Christopher Desormeaux-Malm | Héritage     | +00514,   | 1,03 %     |
| Total | Total                       | Total        | 49 665    | 100 %      |

|       | Candidat                    | Parti        | # de voix | % des voix |
|       | (x) Pat Davidson            | Conservateur | +23 008,  | 49,86 %    |
|       | Andy Bruziewicz             | Libéral      | +10 122,  | 21,94 %    |
|       | Tim Fugard                  | NPD          | +09 281,  | 20,11 %    |
|       | Allan McKeown               | Vert         | +03 184,  | 6,9 %      |
|       | Christopher Desormeaux-Malm | Héritage     | +00546,   | 1,18 %     |
| Total | Total                       | Total        | 46 141    | 100 %      |

### Historique
La circonscription de Sarnia fut initialement créée en 1966 avec des parties de Lambton-Ouest. En 1970, la circonscription devint Sarnia–Lambton. Abolie en 1976, elle fut redistribuée entre Lambton—Middlesex et la nouvelle circonscription de Sarnia. Sarnia redevint Sarnia–Lambton en 1981.
À la suite du découpage de la carte électorale de 2022, la circonscription est renommée Sarnia–Lambton–Bkejwanong.
| Législature                   | Années       | Député        | Député         | Parti                     |
| ----------------------------- | ------------ | ------------- | -------------- | ------------------------- |
| Sarnia issue de Lambton-Ouest |              |               |                |                           |
| 28e                           | 1968–1972    |               | Bud Cullen     | Libéral                   |
| Sarnia—Lambton                |              |               |                |                           |
| 29e                           | 1972–1974    |               | Bud Cullen     | Libéral                   |
| 30e                           | 1974–1979    |               | Bud Cullen     | Libéral                   |
| Sarnia                        |              |               |                |                           |
| 31e                           | 1979–1980    |               | Bill Campbell  | Progressiste-conservateur |
| 32e                           | 1980–1984    |               | Bud Cullen     | Libéral                   |
| Sarnia—Lambton                |              |               |                |                           |
| 33e                           | 1984–1988    |               | Ken James      | Progressiste-conservateur |
| 34e                           | 1988–1993    |               | Ken James      | Progressiste-conservateur |
| 35e                           | 1993–1997    |               | Roger Gallaway | Libéral                   |
| 36e                           | 1997–2000    |               | Roger Gallaway | Libéral                   |
| 37e                           | 2000–2004    |               | Roger Gallaway | Libéral                   |
| 38e                           | 2004–2006    |               | Roger Gallaway | Libéral                   |
| 39e                           | 2006–2008    |               | Pat Davidson   | Conservateur              |
| 40e                           | 2008–2011    |               | Pat Davidson   | Conservateur              |
| 41e                           | 2011–2015    |               | Pat Davidson   | Conservateur              |
| 42e                           | 2015–2019    | Marilyn Gladu |                | Conservateur              |
| 43e                           | 2019–2021    | Marilyn Gladu |                | Conservateur              |
| 44e                           | 2021–Présent | Marilyn Gladu |                | Conservateur              |
| Sarnia–Lambton–Bkejwanong     |              |               |                |                           |

## Circonscription provinciale
Depuis les élections provinciales ontariennes du 4 octobre 2007, l'ensemble des circonscriptions provinciales et des circonscriptions fédérales sont identiques.
1. ↑  Élections Canada, « Résultats Élection fédérale canadienne de 2021 », sur https://enr.elections.ca/ElectoralDistricts.aspx?lang=f (consulté le 19 février 2022)
2. ↑  Élections Canada, « Résultats Élection fédérale canadienne de 2019 », sur enr.elections.ca (consulté le 4 novembre 2019).
3. ↑  Élections Canada.